# Björnmossor
Björnmossor (Polytrichum) är ett släkte bladmossor. Alla arter har ett upprättartat (akrokarpt) växtsätt. Mossbladen är barrliknande.
Några av arterna är mycket vanliga i svensk natur. I nästan alla typer av skogar hittar man stor björnmossa på fuktig mark. På hedmarker och längs grusiga vägrenar växer ofta enbjörnmossa. På myrar hittar man ibland myrbjörnmossa.
Skogsbjörnmossa räknades tidigare till släktet Polytrichum men har överförts till släktet Polytrichastrum.